# Szedimentofil elemek
A szedimentofil elemek a Szádeczky-Kardoss-féle geokémiai rendszer hetedik kategóriáját képezik. Ez a geokémiai osztályozás az elemek ionjainak természetes körülmények közti vegyületképző képességén és hajlandóságán alapul.
A periódusos rendszer szedimentofil elemei a bór, szén, klór, jód, bróm és fluor.
Vannak átfutó és bizonytalanul ide sorolt elemek, ezek a higany, oxigén, nitrogén, foszfor és a kén.
Dúsulásuk a szedimentációs (üledékes) fázisban kezdődik, többnyire hideg oldatokból, mint a borátok, karbonátok, szulfátok, foszfátok és kloridok.